# Patrick M. Walsh
Patrick Michael Walsh, född 1955, är en amerikansk före detta amiral. Mellan 2009 och 2012 tjänstgjorde han som befälhavare för den amerikanska Stillahavsflottan.